# Lygodactylus ornatus
Lygodactylus ornatus (прикрашений карликовий гекон) — вид геконоподібних ящірок родини геконових (Gekkonidae). Ендемік Мадагаскару.

## Поширення і екологія
Прикрашені карликові гекони відомі з типової місцевості, розташованої поблизу міста Мандріцара в регіоні Софія, на півночі Центрального нагір'ї острова Мадагаскар, на висоті 1000 м над рівнем моря. Вони живуть серед скель, порослих чагарниками.

## Збереження
МСОП класифікує цей вид як такий, що перебуває під загрозою зникнення. Прикрашеним карликовим геконам загрожує знищення природного середовища. 